# Botanica Acta
Botanica Acta (abreviado Bot. Acta) es una revista con ilustraciones y descripciones botánicas que es editada desde el año 1987 hasta ahora con el nombre de Botanica Acta; Berichte der Deutschen Botanischen Gesellschaft (Journal of the German Botanical Society). Fue precedida por Berichte der Deutschen Botanischen Gesellschaft.